# Prawosławna parafia św. Mikołaja w Gdańsku
Parafia św. Mikołaja – parafia prawosławna w Gdańsku, w dekanacie Gdańsk diecezji białostocko-gdańskiej.
Na terenie parafii funkcjonuje 1 cerkiew:
- cerkiew św. Mikołaja w Gdańsku – parafialna

## Historia
Kontakty miasta z prawosławnymi są tak dawne, jak dawna jest tradycja kupiecka Gdańska. W czasach Hanzeatyckiego Związku Handlowego prowadzono wymianę handlową m.in. z Wielkim Nowogrodem i Pskowem. Z obu tych miast prawosławni kupcy przybywali do Gdańska, jednak byli tam pozbawieni opieki duszpasterskiej. Sytuacja taka trwała do początku XVIII w., kiedy to w Gdańsku kilkakrotnie przebywał car Piotr I Wielki. Na jego polecenie założono w 1720 prawosławną kaplicę, stanowiącą zaczątek istniejącej dziś parafii. Patronem kaplicy został opiekun żeglarzy – św. Mikołaj Cudotwórca. Kaplica mieściła się przy budynku placówki dyplomatycznej Cesarstwa Rosyjskiego.

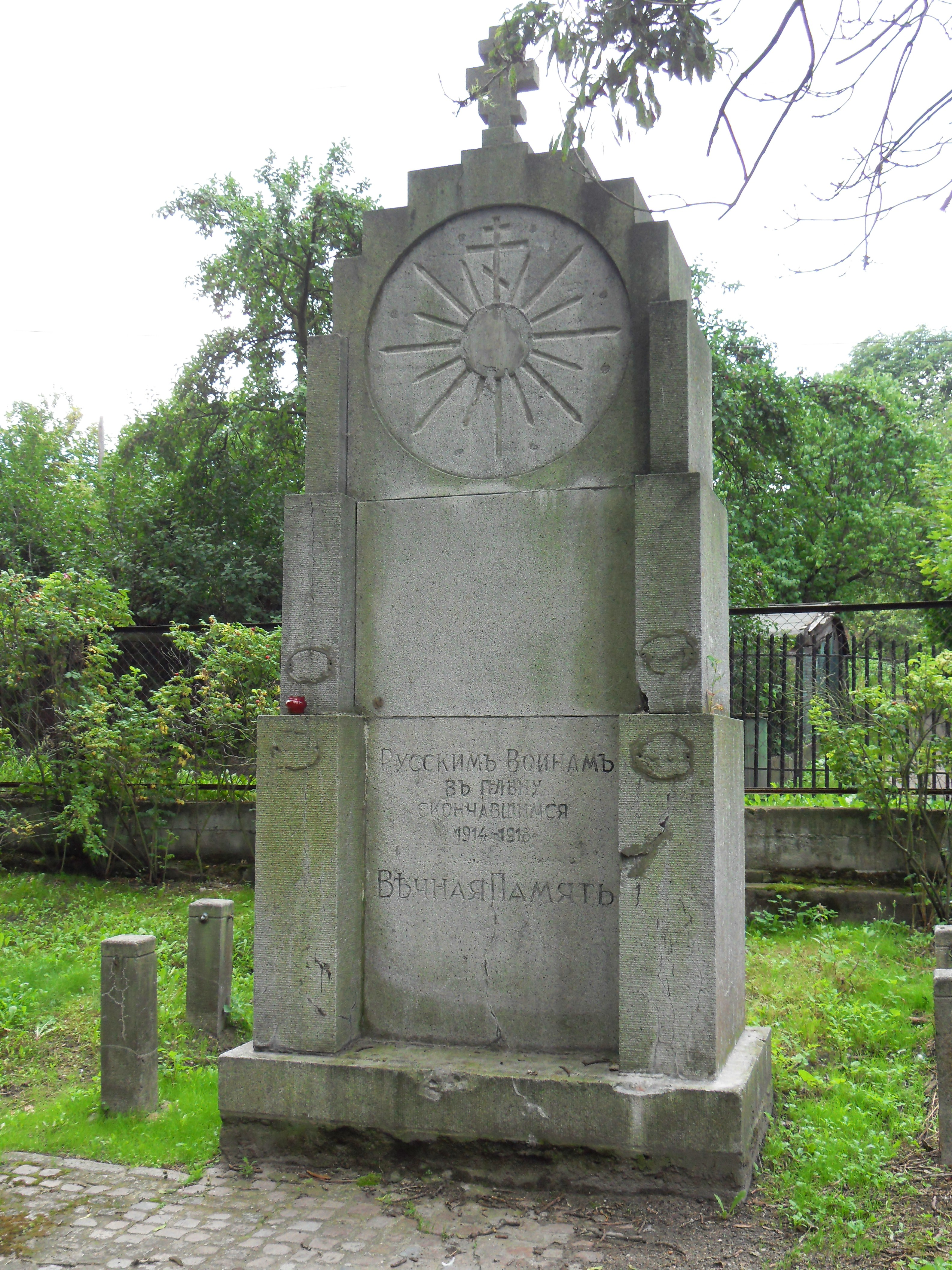
Pomnik upamiętniający Rosjan zmarłych w obozie na Przeróbce, odsłonięty 29 września 1929 na Cmentarzu Garnizonowym

W czasie I wojny światowej, wskutek utworzenia obozu jenieckiego, liczba prawosławnych w Gdańsku znacznie się zwiększyła. Obóz ten znajdował się na Przeróbce (Troyl). Jeńcy mieszkali na około 30 barkach zakotwiczonych na Motławie. Choć wśród jeńców wyznawcy prawosławia stanowili zdecydowaną większość, nie mieli w obozie duchownego; nabożeństwa odprawiali księża przyjeżdżający z innych obozów. Zmarli jeńcy chowani byli na Zaspie, w Sopocie oraz na Cmentarzu Garnizonowym w Gdańsku, dając początek dość obszernej kwaterze prawosławnej.
W 1922 powstała w Gdańsku samodzielna parafia prawosławna (w jurysdykcji Zachodnioeuropejskiego Egzarchatu Rosyjskiego Kościoła Prawosławnego). Początkowo nabożeństwa odprawiano w cerkwi znajdującej się na terenie poselstwa rosyjskiego. W latach 1925–1926 korzystano z niewielkiego lokalu w Domu Angielskim (przy ulicy Świętego Ducha), a następnie urządzono cerkiew w budynku przy ulicy Garncarskiej. W latach 30. XX w. parafia gdańska liczyła około 2000 wiernych, głównie rosyjskich emigrantów. W tym czasie przy parafii działały m.in.: chór cerkiewny, szkoła podstawowa, organizacja dobroczynna, kasa pogrzebowa.
Pod koniec II wojny światowej większość dotychczasowych parafian została ewakuowana w głąb Niemiec. W czasie walk o Gdańsk (marzec 1945) całkowitemu zniszczeniu uległ budynek cerkiewny.
Istotnym dla rozwoju społeczności parafialnej był rok 1945, kiedy to po przyłączeniu byłego Wolnego Miasta Gdańska do Polski na miejsce wysiedlanej ludności niemieckiej zaczęli masowo napływać polscy repatrianci z terenów utraconych na rzecz ZSRR, a także mieszkańcy terenów przeludnionych. Pojawiła się duża grupa prawosławnych wilnian, do pracy przyjeżdżało też  sporo młodzieży z terenów wschodnich. Ludzie ci zakładali tu swe rodziny, domy, powoli wrastali w nowe środowisko. Dlatego też już w 1945 organizowano pierwsze nabożeństwa prawosławne w kościele ewangelickim w Sopocie. Ks. Eugeniusz Naumow, ówczesny prawosławny duszpasterz Trójmiasta, otrzymał w 1946 od władz miejskich budynek we Wrzeszczu, przy ulicy Henryka Sienkiewicza 8, gdzie w domowej cerkwi rozpoczęło się regularne życie religijne. 6 grudnia 1948, w dniu patrona wspólnoty, cerkiew ta została konsekrowana przez arcybiskupa Tymoteusza (Szrettera).
W 1954 parafia otrzymała obecnie użytkowany budynek świątyni (dawna ewangelicka kaplica cmentarna przy krematorium Towarzystwa „Die Flame”) na terenie nieistniejącego już cmentarza. Obiekt mieści się przy ulicy Romualda Traugutta 45. Cerkiew parafialna jest jednocześnie konkatedrą diecezji białostocko-gdańskiej, służy też prawosławnej parafii wojskowej.
Święte Liturgie od września 2015 są służone również w języku polskim (w czwartą niedzielę każdego miesiąca).
W 2018 r. parafia liczyła około 1000 wiernych.
Główne uroczystości parafialne obchodzone są 9/22 maja i 6/19 grudnia. Proboszczem parafii jest ks. Dariusz Jóźwik.

## Wykaz proboszczów
- 1922 – ks. Müller
- 1926 – ks. Leonid Leontjew
- 1926–1940 – ks. Aleksander Szafranowski
- 1940–1944 – ks. Michał Ratiuk
- 1944–1945 – ks. Piotr Radkiewicz
- 1945–1952 – ks. Eugeniusz Naumow
- 1952–1955 – ks. Leonidas Byczuk
- 1955–1976 – ks. Borys Szwarckopf
- 1976–1984 – ks. Konstanty Gromadzki
- 1984–1985 – ks. Mikołaj Sidorski
- 1985–2002 – ks. Aleksander Tomkowid
- 2003–2011 – ks. Arkadiusz Zielepucha
- od 2011 – ks. Dariusz Jóźwik